# Pitchfork Music Festival (Paris)
Pour l’article homonyme, voir Pitchfork Music Festival.
Le Pitchfork Music Festival de Paris est un événement organisé par Pitchfork Media qui se déroule chaque année sur trois jours à la fin du mois de octobre dans la Grande halle de la Villette de Paris, en France. Il s'agit de la version européenne du festival américain Pitchfork Music Festival qui a lieu depuis 2006 dans la ville de Chicago.

## Description
Le Pitchfork Music Festival de Paris est un festival de musique qui a lieu annuellement depuis 2011, organisé par Pitchfork Media en octobre dans la Grande halle de la Villette de Paris. Il s’agit de la version européenne du festival ’’’Pitchfork Music Festival ‘'' de Chicago. En effet, trois mois après avoir investi l’Union Park de Chicago, les équipes du Pitchfork Music Festival viennent occuper la Grande Halle de la Villette[style à revoir] à Paris. Depuis 2012, le festival se déroule sur trois jours et propose une programmation autour d’artistes et de groupes de musiques alternatives rock, rap, hip-hop, électronique et de musique dance. Pitchfork Paris propose aussi un marché, des boutiques éphémères de vinyles, des expos et des fripperies sous la Grande Halle de la Villette.
Le festival se vante de faire venir à Paris, un public européen grâce à leur programmation unique en lien avec le contenu du site de Pitchfork. La Grande Halle de la Villette a la capacité d’accueillir jusqu’à 13 500 personnes par soir. Le festival rassemble plus de 20 000 spectateurs au cours des trois jours.
L'événement organisé avec l'aide de Pitchfork en France est également produit en collaboration avec la société de production Super.

## Programmation

### Édition 2018
L'édition 2018 a eu lieu à la Grande Halle de la Villette du 1er au 3 novembre 2018. Se sont produits sur scène : Bon Iver, Fever Ray, Mac DeMarco, CHVRCHES, The Voidz, Snail Mail, Blood Orange, DJ Koze, Stephen Malkmus & the Jicks et Dream Wife.

### Édition 2017
- Jeudi 2/11 : The National, Ethan Lipton & his Orchestra, Moses Sumney, This Is The Kit, Chassol, Rone, Ride, Kevin Morby.

- Vendredi 3/11 : HMLTD, Cigarettes After Sex, Tommy Genesis, Sylvan Esso, Andy Shauf, Isaac Delusion, Rejjie Snow, Kamasi Washington, Polo & Pan, Jungle

- Samedi 4/11 : Sigrid, Sônge, Tom Misch, Loyle Carner, Jacques, BADBADNOTGOOD, Princess Nokia, Run The Jewels, The Blaze, Bicep, The Black Madonna, Talaboman

### Édition 2016
L’édition 2016 du Pitchfork Music Festival a eu lieu du 27 au 29 octobre 2016 dans la Grande Halle de la Villette. En 2016, le festival a annoncé que l’édition a accueilli 80 % de festivaliers étrangers en moins, expliqué comme le contre-coup des attentats que la ville de Paris a connus en 2015. L’édition 2016 a vécu des difficultés pour construire la programmation aussi bien que pour rendre l’événement complet. Les organisateurs ont annoncé qu’ils allaient faire appel au fonds d’urgence au spectacle vivant géré par le CNV. Autour de cette édition est organisé le « Pitchfork Avant Garde », le 25 et le 26 octobre 2016 dans le quartier de Bastille monopolisant sept salles de concerts (Badaboum, Café de la Danse, Mécanique Ondulatoire, Supersonic, Pop-Up du Label, La Loge et le Café de la Presse) pour 42 concerts. Le festival a annoncé par la suite avoir reçu la visite de 1600 spectateurs lors de cet événement annexe.
Programmation,
- Jeudi 27/10: Aldous RH, Lucy Dacus, Parquet Courts, SUUNS, Floating Points, DJ Shadow, Mount Kimbie, Nick Murphy.
- Vendredi 28/10: C Duncan, Porches, Flavien Berger, Brandt Brauer Frick, Explosions in the Sky, Bat for Lashes, Todd Terje & The Olsens, Moderat.
- Samedi 29/10: Joey Purp, Bonzai, Whitney, Shame, Minor Victories, Warpaint, Abra, M.I.A, Acid Arab, Motor City Drum Ensemble, Daphni, Tale Of Us.

### Édition 2015
L’édition 2015 du Pitchfork Music Festival a eu lieu du 29 au 31 octobre 2015 dans la Grande Halle de la Villette. L’édition est marquée par l’annulation du concert de la chanteuse islandaise Björk.
Programmation
- Jeudi 29/10: Beach House, Godspeed you! Black emperor, Deerhunter, Ariel Pink, Destroyer, Kirin J Callinan, Haelos (en).
- Vendredi 30/10: Thom Yorke, Tommorow’s Modern Boxes, Battles, Four Tet, Kurt Vile & The Violators, Rhye, HEALTH, Rome Fortune, Dornik.
- Samedi 31/10: Ratatat, Run the Jewels, Laurent Garnier, Hudson Mohawke, John Talabot B2B Roman Flügel, Spiritualized, Father John Misty, Unknown Mortal Orchestra, Hinds, Curtis Harding, Nao

### Édition 2014
L’édition 2014 du Pitchfork Music Festival a eu lieu du 30 octobre au 1er novembre 2014 dans la Grande Halle de la Villette.
Programmation
- Mercredi 29/10 (Soirée d’ouverture au Trabendo) : Kindness, Kelela, Hawk House, Shura.
- Jeudi 30/10: Mogwai, James Blake, Jon Hopkins, The War on Drugs, The Notwist, How to Dress Well, Ought.
- Vendredi 31/10: Belle & Sebastian , St. Vincent, Chvrches, Mø, Future Islands, Son Lux, Perfect Pussy, D.D Dumbo.
- Samedi 01/11: Caribou, Jamie XX, Four Tet, Kaytranada, José Gonzales, Tune-yards, Jungle, Foxygen, Movement, Ben Khan Tobias Jesso Jr., Charlotte OC, Jessy Lanza[10].

### Édition 2013
L’édition 2013 du Pitchfork Music Festival a eu lieu du 31 octobre jusqu’au 2 novembre 2013 dans la Grande Halle de la Villette. Plus de 250 personnes sont embauchées la semaine de l'événement. Le prix de la place pour un soir était de 50€.
Programmation
- Jeudi 31/10 : Only Real, Iceage, Blood Orange, No Age, Mac Demarco, Savages, Mount Kimbie, Darkside, The Haxan Cloak, The Knife.
- Vendredi 01/11 : Petit Fantôme, Deafheaven, Jagwar Ma, Colin Stetson, Junip, Ariel Pink, Connan Mockasin, Danny Brown, Disclosure, Warpaint.
- Samedi 02/11 : Hot Chip, Deerhunter, Panda Bear, Yo La Tengo, Glass Candy, A-Track, Todd Terje, Omar Souleyman, Youth Lagoon, Baths (en), Sky Ferreira, Majical Cloudz (en), Empress Of, Pegase.

### Édition 2012
L’édition 2012 du Pitchfork Music Festival a eu lieu du 1 au 3 novembre 2012 dans la Grande Halle de la Villette. Le prix du pass deux jours a augmenté alors de 10€ atteignant la somme de 89,90€ en 2012. De plus, c'est la première année où le festival s'étend sur une durée de trois jours et comporte deux scènes, pour accueillir les 20 000 spectateurs de cette édition.
Programmation
- Jeudi 01/11: How to Dress Well, AlunaGeorge, DIIV, Factory Floor (en), Japandroids, Chairlift, John Talabot, Sébastien Tellier, James Blake, M83.
- Vendredi 02/11: Outfit, Ratking (en), Jessie Ware, Wild Nothing, The Tallest Man on Earth, The Walkmen, Chromatics, Robyn, Fuck Buttons, Animal Collective.
- Samedi 03/11 : Isaac Delusion, Cloud Nothings, Purity Ring, Twin Shadow, Liars, Death Grips, Breton, Grizzly Bear, Disclosure, Totally Enormous Extinct Dinosaurs, Rusty DJ, Simian Mobile Disco, Julio Bashmore.

### Édition 2011
L’édition 2011 du Pitchfork Music Festival a eu lieu le 28 et le 29 octobre 2011 dans la Grande Halle de la Villette. Dès la première édition le festival affichait complet. Le pass deux jours se vendait au prix de 79,90€. Le festival a accueilli 8 000 personnes lors de sa première édition.
Programmation
- Vendredi 28/10: Team Ghost, Fucked Up, Real Estate, Washed Out, Wild Beasts, Mondkopf, Aphex Twin, Pantha du Prince, Cut Copy, Four Tet, Erol Alkan.
- Samedi 29/10: Rosebuds (en), Kathleen Edwards, Stornoway, Jens Lekman, Lykke Li, Bon Iver.